# Protokollarischer Dienst
Der protokollarische Dienst oder auch Protokolldienst ist Teil der Diplomatie und regelt den Ablauf diplomatischer Begegnungen.
Regierungsinstitutionen unterhalten Abteilungen, die sich mit der Vorbereitung und Durchführung internationaler Treffen beschäftigen. Die Bezeichnung „Protokollarischer Dienst“ geht auf den Umstand zurück, dass der Ablauf von Empfängen und Treffen im Allgemeinen im Voraus zwischen diplomatischen Vertretern vereinbart und in einem gemeinsamen Protokoll festgehalten wird. Der Protokollarische Dienst hat dann die Aufgabe, dieses Protokoll umzusetzen. Im weiteren Sinne enthält das Diplomatische Protokoll auch ungeschriebene bzw. als allgemein üblich anerkannte Verfahrensweisen, die eingehalten werden müssen.
Zum diplomatischen Protokoll gehören auch sogenannte „militärische Ehren“ für hochgestellte Staatsgäste, repräsentative Wachfunktionen an öffentlichen Gebäuden oder die repräsentative Teilnahme uniformierter Kräfte an Staatsakten und anderen militärischen Zeremonien. Dazu unterhalten viele Staaten oft spezielle militärische Einheiten, sogenannte Wachregimenter (für Deutschland siehe „Wachbataillon beim Bundesministerium der Verteidigung“).